# Brigade légère mécanique (Afrique du Nord)
Pour les articles homonymes, voir Brigade légère mécanique.
La brigade légère mécanique est une unité militaire française constituée en Algérie en novembre 1942 et engagée dans la campagne de Tunisie.

## Historique
Elle regroupe les éléments blindés et motorisés des 2e, 5e et 9e régiments de chasseurs d'Afrique, ainsi que des éléments du 68e régiment d'artillerie d'Afrique,. Formée le 16 ou le 18 novembre 1942 dans la région de Constantine, elle combat sur la dorsale tunisienne jusqu'à son retrait du front en février 1943.
Elle est dissoute entre le 28 février, ses éléments rejoignant la 1re division blindée en formation ou le groupement blindé français du général Le Couteulx de Caumont (sl).

## Commandant
Colonel (puis général Jean Touzet du Vigier), auquel succède le 6 février le général Brossin de Saint-Didier (d).